# Gerd Schwerhoff
Gerd Schwerhoff (* 26. prosince 1957, Kolín nad Rýnem, Západní Německo) je německý historik, který se zabývá dějinami kriminality, čarodějnickými procesy, veřejnými prostory v raném novověku (především hostinci) a dějinami religiozity a víry (hlavně blasfemií a inkvizicí). Vede katedru dějin raného novověku na Technické univerzitě v Drážďanech.

## Život
Vystudoval historii, sociologii a pedagogiku na univerzitách v Kolíně a Bielefeldu. Poté byl vědeckým pracovníkem na katedře pro středověké dějiny u prof. Klause Schreinera v Bielefeldu a participoval na projektu Sozialgeschichte des neuzeitlichen Bürgertums: Deutschland im internationalen Vergleich. Roku 1989 promoval prací o dějinách kriminality, která byla o dva roky později uveřejněna pod titulem Köln im Kreuzverhör. Kriminalität, Herrschaft und Gesellschaft in einer frühneuzeitlichen Stadt. V roce 1997 se habilitoval (venia legendi pro středověké a novější dějiny) mimo jiné na základě práce Gott und die Welt herausfordern. Theologische Konstruktion, rechtliche Bekämpfung und soziale Praxis der Blasphemie vom 13. bis zum Beginn des 17. Jahrhunderts.
Od dubna 2000 vede katedru dějin raného novověku na Technické univerzitě v Drážďanech.
Byl mluvčím evropského promočního kolegia Institutionelle Ordnungen, Schrift und Symbole. Společně s historikem Andreasem Blauertem inicioval a koordinuje pracovní skupinu Historische Kriminalitätsforschung in der Vormoderne.
Je spoluvydavatelem knižních řad Historische Einführungen (edition diskord, Tübingen), Konflikte und Kultur: Historische Perspektiven (uvk, Kostnice) a magi-e, Abschluss- und MAGIsterarbeiten Elektronisch (Mnichov) a zasedá ve vědecké radě mezinárodního časopisu Crime, Histoire et Société.
Jeho práce českým čtenářům pravidelně představuje historik Petr Kreuz.

## Dílo
- Zungen wie Schwerter. Blasphemie in alteuropäischen Gesellschaften 1200-1650 (Konflikte und Kultur – Historische Perspektiven Bd. 12). Konstanz: UVK 2005. ISBN 3-89669-716-1
- Kirchen, Märkte und Tavernen. Erfahrungs- und Handlungsräume in der Frühen Neuzeit (= Zeitsprünge Bd. 9, Heft 3/4 [2005]), hrsg. zusammen mit Renate Dürr, Frankfurt/M.: Klostermann 2005. ISBN 978-3-89669-716-5
- Verbrechen im Blick. Perspektiven der neuzeitlichen Kriminalitätsgeschichte, hrsg. zusammen mit Rebekka Habermas, Frankfurt/M: Campus 2009. ISBN 3-593-38932-0
- Historische Kriminalitätsforschung (Historische Einführungen Bd. 9), Frankfurt/M.: Campus 2011. ISBN 978-3-593-39309-4
- Tribunal der Barbaren? Deutschland und die Inquisition in der Frühen Neuzeit, hrsg. zusammen mit Albrecht Burkardt (Konflikte und Kultur - Historische Perspektiven 25), Konstanz: UVK 2012. ISBN 978-3-86764-371-9
- Göttlicher Zorn und menschliches Maß. Religiöse Abweichung in frühneuzeitlichen Stadtgemeinschaften, hrsg. zusammen mit Alexander Kästner (Konflikte und Kultur - Historische Perspektiven 28), Konstanz: UVK 2013. ISBN 978-3-86764-404-4